# تكايا إيران

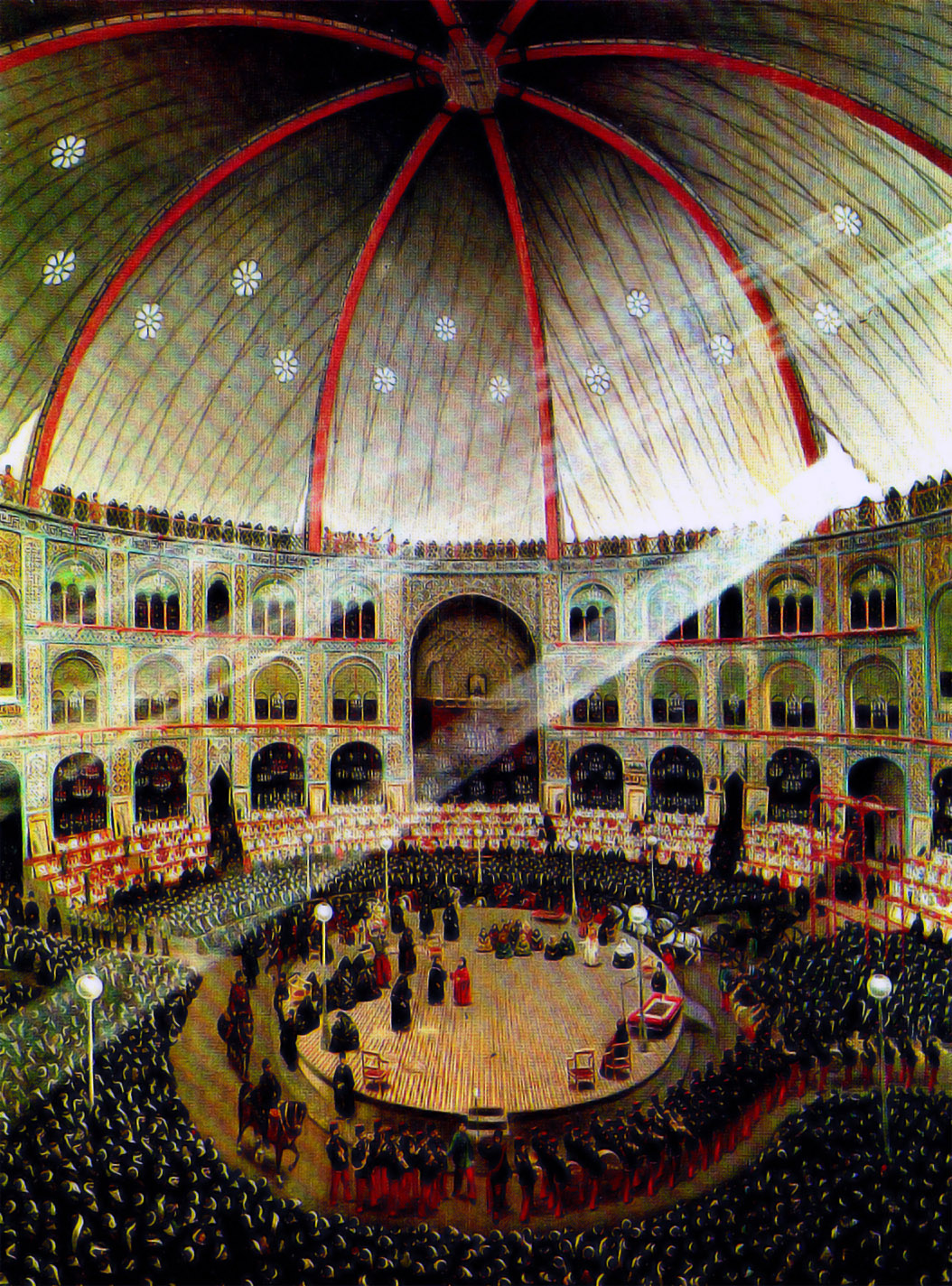
تكية الدولة في طهران

هناك تكايا تاريخية كثيرة في إيران. بعض هذه المباني قديم جدًّا و يعود إلى القرن الثامن الهجري. ولكن لازم التمييز بين تكايا إيران والتكايا الأخرى. هناك لبس بين لفظ حسينية وتكية في إيران. بعد تحويل الصفويين لإيران من المذهب السني إلى الشيعي، "بناء الحسينية كان حديث العهد بإيران، وأما التكايا فكانت معروفة ومنتشرة في أنحاء إيران وكانت تقام فيها بعض الشعائر الحسينية أيضا قبل أن تنتقل إلى الحسينيات التي تخصصت بالشعائر الحسينية." ولذلك السبب تم استخدام العديد من المباني التي تسمى بـ"تكايا" في إيران كحسينيات.